# National Invitation Tournament 2015
El National Invitation Tournament 2015 fue la septuagésimo octava edición del National Invitation Tournament. La disputaron 32 equipos, seleccionados entre los que no participaron el Torneo de la NCAA de 2015. La selección de los participantes se hizo con base en múltiples parámetros, tales como los enfrentamientos directos, los resultados de los diez últimos partidos, y las quinielas de favoritos. En la primera ronda, la segunda y los cuartos de final, los partidos se disputaron en el pabellón del equipo mejor preseleccionado, disputándose las semifinales y final como es tradición en el Madison Square Garden de Nueva York. El ganador fue la Universidad Stanford, que conseguía su tercer título título en esta competición, tras los conseguidos en 1991 y 2012.

## Equipos seleccionados
| Rank. | Universidad         | Conferencia     | Récord | Tipo de invitación |
| ----- | ------------------- | --------------- | ------ | ------------------ |
| 1     | Old Dominion        | C–USA           | 24–7   | General            |
| 2     | Tulsa               | American        | 22–10  | General            |
| 3     | Murray State        | Ohio Valley     | 27–5   | Automática         |
| 4     | Illinois State      | Missouri Valley | 21–12  | General            |
| 5     | Green Bay           | Horizon         | 24–8   | General            |
| 6     | UTEP                | C–USA           | 22–10  | General            |
| 7     | William & Mary      | Colonial        | 20–12  | Automática         |
| 8     | Charleston Southern | Big South       | 19–11  | Automática         |

| Rank. | Universidad            | Conferencia | Récord | Tipo de invitación |
| ----- | ---------------------- | ----------- | ------ | ------------------ |
| 1     | Richmond               | Atlantic 10 | 19–13  | General            |
| 2     | Miami (FL)             | ACC         | 21–12  | General            |
| 3     | Illinois               | Big Ten     | 19–13  | General            |
| 4     | Connecticut            | American    | 20–14  | General            |
| 5     | Arizona State          | Pac–12      | 17–15  | General            |
| 6     | Alabama                | SEC         | 18–14  | General            |
| 7     | North Carolina Central | MEAC        | 25–7   | Automática         |
| 8     | St. Francis Brooklyn   | Northeast   | 23–11  | Automática         |

| Rank. | Universidad       | Conferencia | Record | Tipo de invitación |
| ----- | ----------------- | ----------- | ------ | ------------------ |
| 1     | Temple            | American    | 23–10  | General            |
| 2     | Texas A&M         | SEC         | 20–11  | General            |
| 3     | Louisiana Tech    | C-USA       | 25–8   | Automática         |
| 4     | Pittsburgh        | ACC         | 19–14  | General            |
| 5     | George Washington | Atlantic 10 | 21–12  | General            |
| 6     | Central Michigan  | MAC         | 23–8   | Automática         |
| 7     | Montana           | Big Sky     | 20–12  | Automática         |
| 8     | Bucknell          | Patriot     | 19–14  | Automática         |

| Rank. | Universidad        | Conferencia   | Récord | Tipo de invitación |
| ----- | ------------------ | ------------- | ------ | ------------------ |
| 1     | Colorado State     | Mountain West | 27–6   | General            |
| 2     | Stanford           | Pac–12        | 19–13  | General            |
| 3     | Rhode Island       | Atlantic 10   | 22–9   | General            |
| 4     | Saint Mary's       | West Coast    | 21–9   | General            |
| 5     | Vanderbilt         | SEC           | 19–13  | General            |
| 6     | Iona               | MAAC          | 26–8   | Automática         |
| 7     | UC Davis           | Big West      | 25–6   | Automática         |
| 8     | South Dakota State | Summit        | 23–10  | Automática         |

### Clasificación automática
Los siguientes equipos ganaron el título de la temporada regular de sus respectivas conferencias, pero no consiguieron ganar los torneos de postemporada, por lo que no fueron invitados automáticamente para el Torneo de la NCAA. Al no recibir tampoco invitaciones por el formato general, fueron automáticamente clasificados para el NIT 2013.
| Conferencia  | Equipo                 | Participación | Última |
| ------------ | ---------------------- | ------------- | ------ |
| Big Sky      | Montana                | 4º            | 1995   |
| Big South    | Charleston Southern    | 2º            | 2013   |
| Big West     | UC Davis               | 1º            | –      |
| Colonial     | William & Mary         | 3º            | 2010   |
| C–USA        | Louisiana Tech         | 9º            | 2014   |
| MAAC         | Iona                   | 6º            | 2014   |
| MEAC         | North Carolina Central | 1º            | –      |
| Mid-American | Central Michigan       | 2º            | 1979   |
| Northeast    | St. Francis Brooklyn   | 4º            | 1963   |
| Ohio Valley  | Murray State           | 8º            | 2011   |
| Patriot      | Bucknell               | 2º            | 2012   |
| Summit       | South Dakota State     | 1º            | –      |

## Fase final
Cuadro final de resultados.
|  | 1ª ronda 17-18 de marzo | 1ª ronda 17-18 de marzo | 1ª ronda 17-18 de marzo |                |    | 2ª ronda 23 de marzo | 2ª ronda 23 de marzo | 2ª ronda 23 de marzo |  |   | Cuartos de final 25 de marzo | Cuartos de final 25 de marzo | Cuartos de final 25 de marzo |  |
|  |                         |                         |                         |                |    |                      |                      |                      |  |   |                              |                              |                              |  |
|  |                         |                         |                         |                |    |                      |                      |                      |  |   |                              |                              |                              |  |
|  | 1                       | Old Dominion            | 65                      |                |    |                      |                      |                      |  |   |                              |                              |                              |  |
|  | 1                       | Old Dominion            | 65                      |                |    |                      |                      |                      |  |   |                              |                              |                              |  |
|  | 8                       | Charleston Southern     | 56                      |                |    |                      |                      |                      |  |   |                              |                              |                              |  |
|  | 8                       | Charleston Southern     | 56                      |                | 1  | Old Dominion         | 50                   |                      |  |   |                              |                              |                              |  |
|  |                         |                         |                         |                | 1  | Old Dominion         | 50                   |                      |  |   |                              |                              |                              |  |
|  |                         |                         | 4                       | Illinois State | 49 |                      |                      |                      |  |   |                              |                              |                              |  |
|  | 4                       | Illinois State          | 4                       | Illinois State | 49 | 69                   |                      |                      |  |   |                              |                              |                              |  |
|  | 4                       | Illinois State          |                         |                |    |                      |                      |                      |  |   |                              |                              |                              |  |
|  | 5                       | Green Bay               | 56                      |                |    |                      |                      |                      |  |   |                              |                              |                              |  |
|  | 5                       | Green Bay               | 56                      |                |    |                      |                      |                      |  | 1 | Old Dominion                 | 72                           |                              |  |
|  |                         |                         |                         |                |    |                      |                      |                      |  | 1 | Old Dominion                 | 72                           |                              |  |
|  |                         |                         | 3                       | Murray State   | 69 |                      |                      |                      |  |   |                              |                              |                              |  |
|  | 2                       | Tulsa                   | 3                       | Murray State   | 69 | 70                   |                      |                      |  |   |                              |                              |                              |  |
|  | 2                       | Tulsa                   |                         |                |    |                      |                      |                      |  |   |                              |                              |                              |  |
|  | 7                       | William & Mary          | 67                      |                |    |                      |                      |                      |  |   |                              |                              |                              |  |
|  | 7                       | William & Mary          | 67                      |                | 2  | Tulsa                | 62                   |                      |  |   |                              |                              |                              |  |
|  |                         |                         |                         |                | 2  | Tulsa                | 62                   |                      |  |   |                              |                              |                              |  |
|  |                         |                         | 3                       | Murray State   | 83 |                      |                      |                      |  |   |                              |                              |                              |  |
|  | 3                       | Murray State            | 3                       | Murray State   | 83 | 81                   |                      |                      |  |   |                              |                              |                              |  |
|  | 3                       | Murray State            |                         |                |    |                      |                      |                      |  |   |                              |                              |                              |  |
|  | 6                       | UTEP                    | 66                      |                |    |                      |                      |                      |  |   |                              |                              |                              |  |
|  | 6                       | UTEP                    | 66                      |                |    |                      |                      |                      |  |   |                              |                              |                              |  |
|  |                         |                         |                         |                |    |                      |                      |                      |  |   |                              |                              |                              |  |

|  | 1ª ronda 17-18 de marzo | 1ª ronda 17-18 de marzo | 1ª ronda 17-18 de marzo |               |    | 2ª ronda 21-22 de marzo | 2ª ronda 21-22 de marzo | 2ª ronda 21-22 de marzo |  |   | Cuartos de final 24 de marzo | Cuartos de final 24 de marzo | Cuartos de final 24 de marzo |  |
|  |                         |                         |                         |               |    |                         |                         |                         |  |   |                              |                              |                              |  |
|  |                         |                         |                         |               |    |                         |                         |                         |  |   |                              |                              |                              |  |
|  | 1                       | Richmond                | 84                      |               |    |                         |                         |                         |  |   |                              |                              |                              |  |
|  | 1                       | Richmond                | 84                      |               |    |                         |                         |                         |  |   |                              |                              |                              |  |
|  | 8                       | St. Francis Brooklyn    | 74                      |               |    |                         |                         |                         |  |   |                              |                              |                              |  |
|  | 8                       | St. Francis Brooklyn    | 74                      |               | 1  | Richmond                | 76                      |                         |  |   |                              |                              |                              |  |
|  |                         |                         |                         |               | 1  | Richmond                | 76                      |                         |  |   |                              |                              |                              |  |
|  |                         |                         | 5                       | Arizona State | 70 |                         |                         |                         |  |   |                              |                              |                              |  |
|  | 4                       | Connecticut             | 5                       | Arizona State | 70 | 61                      |                         |                         |  |   |                              |                              |                              |  |
|  | 4                       | Connecticut             |                         |               |    |                         |                         |                         |  |   |                              |                              |                              |  |
|  | 5                       | Arizona State           | 68                      |               |    |                         |                         |                         |  |   |                              |                              |                              |  |
|  | 5                       | Arizona State           | 68                      |               |    |                         |                         |                         |  | 1 | Richmond                     | 61                           |                              |  |
|  |                         |                         |                         |               |    |                         |                         |                         |  | 1 | Richmond                     | 61                           |                              |  |
|  |                         |                         | 2                       | Miami (FL)    | 63 |                         |                         |                         |  |   |                              |                              |                              |  |
|  | 2                       | Miami (FL)              | 2                       | Miami (FL)    | 63 | 75                      |                         |                         |  |   |                              |                              |                              |  |
|  | 2                       | Miami (FL)              |                         |               |    |                         |                         |                         |  |   |                              |                              |                              |  |
|  | 7                       | North Carolina Central  | 71                      |               |    |                         |                         |                         |  |   |                              |                              |                              |  |
|  | 7                       | North Carolina Central  | 71                      |               | 2  | Miami (FL)              | 73                      |                         |  |   |                              |                              |                              |  |
|  |                         |                         |                         |               | 2  | Miami (FL)              | 73                      |                         |  |   |                              |                              |                              |  |
|  |                         |                         | 6                       | Alabama       | 66 |                         |                         |                         |  |   |                              |                              |                              |  |
|  | 3                       | Illinois^               | 6                       | Alabama       | 66 | 58                      |                         |                         |  |   |                              |                              |                              |  |
|  | 3                       | Illinois^               |                         |               |    |                         |                         |                         |  |   |                              |                              |                              |  |
|  | 6                       | Alabama                 | 79                      |               |    |                         |                         |                         |  |   |                              |                              |                              |  |
|  | 6                       | Alabama                 | 79                      |               |    |                         |                         |                         |  |   |                              |                              |                              |  |
|  |                         |                         |                         |               |    |                         |                         |                         |  |   |                              |                              |                              |  |

#3 Illinois jugó en #6 Alabama debido a reformas en el State Farm Center.
|  | 1ª ronda 17-18 de marzo | 1ª ronda 17-18 de marzo | 1ª ronda 17-18 de marzo |                   |    | 2ª ronda 22-23 de marzo | 2ª ronda 22-23 de marzo | 2ª ronda 22-23 de marzo |  |   | Cuartos de final 25 de marzo | Cuartos de final 25 de marzo | Cuartos de final 25 de marzo |  |
|  |                         |                         |                         |                   |    |                         |                         |                         |  |   |                              |                              |                              |  |
|  |                         |                         |                         |                   |    |                         |                         |                         |  |   |                              |                              |                              |  |
|  | 1                       | Temple                  | 73                      |                   |    |                         |                         |                         |  |   |                              |                              |                              |  |
|  | 1                       | Temple                  | 73                      |                   |    |                         |                         |                         |  |   |                              |                              |                              |  |
|  | 8                       | Bucknell                | 67                      |                   |    |                         |                         |                         |  |   |                              |                              |                              |  |
|  | 8                       | Bucknell                | 67                      |                   | 1  | Temple                  | 90                      |                         |  |   |                              |                              |                              |  |
|  |                         |                         |                         |                   | 1  | Temple                  | 90                      |                         |  |   |                              |                              |                              |  |
|  |                         |                         | 5                       | George Washington | 77 |                         |                         |                         |  |   |                              |                              |                              |  |
|  | 4                       | Pittsburgh              | 5                       | George Washington | 77 | 54                      |                         |                         |  |   |                              |                              |                              |  |
|  | 4                       | Pittsburgh              |                         |                   |    |                         |                         |                         |  |   |                              |                              |                              |  |
|  | 5                       | George Washington       | 60                      |                   |    |                         |                         |                         |  |   |                              |                              |                              |  |
|  | 5                       | George Washington       | 60                      |                   |    |                         |                         |                         |  | 1 | Temple                       | 77                           |                              |  |
|  |                         |                         |                         |                   |    |                         |                         |                         |  | 1 | Temple                       | 77                           |                              |  |
|  |                         |                         | 3                       | Louisiana Tech    | 59 |                         |                         |                         |  |   |                              |                              |                              |  |
|  | 2                       | Texas A&M               | 3                       | Louisiana Tech    | 59 | 81                      |                         |                         |  |   |                              |                              |                              |  |
|  | 2                       | Texas A&M               |                         |                   |    |                         |                         |                         |  |   |                              |                              |                              |  |
|  | 7                       | Montana                 | 64                      |                   |    |                         |                         |                         |  |   |                              |                              |                              |  |
|  | 7                       | Montana                 | 64                      |                   | 2  | Texas A&M               | 72                      |                         |  |   |                              |                              |                              |  |
|  |                         |                         |                         |                   | 2  | Texas A&M               | 72                      |                         |  |   |                              |                              |                              |  |
|  |                         |                         | 3                       | Louisiana Tech    | 84 |                         |                         |                         |  |   |                              |                              |                              |  |
|  | 3                       | Louisiana Tech          | 3                       | Louisiana Tech    | 84 | 89                      |                         |                         |  |   |                              |                              |                              |  |
|  | 3                       | Louisiana Tech          |                         |                   |    |                         |                         |                         |  |   |                              |                              |                              |  |
|  | 6                       | Central Michigan        | 79                      |                   |    |                         |                         |                         |  |   |                              |                              |                              |  |
|  | 6                       | Central Michigan        | 79                      |                   |    |                         |                         |                         |  |   |                              |                              |                              |  |
|  |                         |                         |                         |                   |    |                         |                         |                         |  |   |                              |                              |                              |  |

|  | 1ª ronda 17-18 de marzo | 1ª ronda 17-18 de marzo | 1ª ronda 17-18 de marzo |              |    | 2ª ronda 20-22 de marzo | 2ª ronda 20-22 de marzo | 2ª ronda 20-22 de marzo |  |   | Cuartos de final 24 de marzo | Cuartos de final 24 de marzo | Cuartos de final 24 de marzo |  |
|  |                         |                         |                         |              |    |                         |                         |                         |  |   |                              |                              |                              |  |
|  |                         |                         |                         |              |    |                         |                         |                         |  |   |                              |                              |                              |  |
|  | 1                       | Colorado State          | 76                      |              |    |                         |                         |                         |  |   |                              |                              |                              |  |
|  | 1                       | Colorado State          | 76                      |              |    |                         |                         |                         |  |   |                              |                              |                              |  |
|  | 8                       | South Dakota State      | 86                      |              |    |                         |                         |                         |  |   |                              |                              |                              |  |
|  | 8                       | South Dakota State      | 86                      |              | 8  | South Dakota State      | 77                      |                         |  |   |                              |                              |                              |  |
|  |                         |                         |                         |              | 8  | South Dakota State      | 77                      |                         |  |   |                              |                              |                              |  |
|  |                         |                         | 5                       | Vanderbilt   | 92 |                         |                         |                         |  |   |                              |                              |                              |  |
|  | 4                       | Saint Mary's            | 5                       | Vanderbilt   | 92 | 64                      |                         |                         |  |   |                              |                              |                              |  |
|  | 4                       | Saint Mary's            |                         |              |    |                         |                         |                         |  |   |                              |                              |                              |  |
|  | 5                       | Vanderbilt              | 75                      |              |    |                         |                         |                         |  |   |                              |                              |                              |  |
|  | 5                       | Vanderbilt              | 75                      |              |    |                         |                         |                         |  | 5 | Vanderbilt                   | 75                           |                              |  |
|  |                         |                         |                         |              |    |                         |                         |                         |  | 5 | Vanderbilt                   | 75                           |                              |  |
|  |                         |                         | 2                       | Stanford     | 78 |                         |                         |                         |  |   |                              |                              |                              |  |
|  | 2                       | Stanford                | 2                       | Stanford     | 78 | 77                      |                         |                         |  |   |                              |                              |                              |  |
|  | 2                       | Stanford                |                         |              |    |                         |                         |                         |  |   |                              |                              |                              |  |
|  | 7                       | UC Davis                | 64                      |              |    |                         |                         |                         |  |   |                              |                              |                              |  |
|  | 7                       | UC Davis                | 64                      |              | 2  | Stanford                | 74                      |                         |  |   |                              |                              |                              |  |
|  |                         |                         |                         |              | 2  | Stanford                | 74                      |                         |  |   |                              |                              |                              |  |
|  |                         |                         | 3                       | Rhode Island | 65 |                         |                         |                         |  |   |                              |                              |                              |  |
|  | 3                       | Rhode Island            | 3                       | Rhode Island | 65 | 88                      |                         |                         |  |   |                              |                              |                              |  |
|  | 3                       | Rhode Island            |                         |              |    |                         |                         |                         |  |   |                              |                              |                              |  |
|  | 6                       | Iona                    | 75                      |              |    |                         |                         |                         |  |   |                              |                              |                              |  |
|  | 6                       | Iona                    | 75                      |              |    |                         |                         |                         |  |   |                              |                              |                              |  |
|  |                         |                         |                         |              |    |                         |                         |                         |  |   |                              |                              |                              |  |

### Semifinales y final
Jugados en el Madison Square Garden en New York City el 31 de marzo y 2 de abril
|  | Semifinalrs 31 de marzo | Semifinalrs 31 de marzo | Semifinalrs 31 de marzo |          |     | Final 2 de abril | Final 2 de abril | Final 2 de abril |  |
|  |                         |                         |                         |          |     |                  |                  |                  |  |
|  |                         |                         |                         |          |     |                  |                  |                  |  |
|  | 1                       | Temple                  | 57                      |          |     |                  |                  |                  |  |
|  | 1                       | Temple                  | 57                      |          |     |                  |                  |                  |  |
|  | 2                       | Miami (FL)              | 60                      |          |     |                  |                  |                  |  |
|  | 2                       | Miami (FL)              | 60                      |          | 2   | Miami (FL)       | 64               |                  |  |
|  |                         |                         |                         |          | 2   | Miami (FL)       | 64               |                  |  |
|  |                         |                         | 2                       | Stanford | 66* |                  |                  |                  |  |
|  | 2                       | Stanford                | 2                       | Stanford | 66* | 67               |                  |                  |  |
|  | 2                       | Stanford                |                         |          |     | 67               |                  |                  |  |
|  | 1                       | Old Dominion            | 60                      |          |     |                  |                  |                  |  |
|  | 1                       | Old Dominion            | 60                      |          |     |                  |                  |                  |  |
|  |                         |                         |                         |          |     |                  |                  |                  |  |

* - Partido con prórroga.
| Campeón del NIT 2015          |
| ----------------------------- |
| Stanford Cardinal 3.er título |